# دنیاگیری کووید-۱۹ در امارات متحده عربی
دنیاگیری کووید-۱۹ در امارات متحده عربی بخشی از دنیاگیری بیماری کروناویروس ۲۰۱۹ در جهان است. اولین مورد تأیید شده در این کشور در ۲۹ ژانویه ۲۰۲۰ در شهر دبی اعلام شد.
امارات اولین کشور در خاورمیانه بود که یک مورد تأیید شده به کرونا را گزارش داده بوده.